# Дънна платка
Дънната платка (на английски: main board или motherboard; в буквален превод: „основна дъска“ или „дъска майка“) е компонент от всеобщата компютърна архитектура, който свързва и синхронизира всички технически елементи на компютъра. Параметрите на дънната платка определят някои от основните изчислителни възможности на компютъра и изгледите му за бъдещо надграждане.
От дъното зависи:
- видът на процесора, който може да се използва;

- колко памет може да се инсталира;
- колко и какви периферни устройства могат да се включат към ново изградената система.

Основната задача на всяка дънна платка е да осигурява комуникацията между централния процесор (CPU) и всички останали компоненти в системата.
Дънната платка е носител на основната електроника като чип-сет, памет, процесор, както и шините за връзка между тях. Шината (Bus) представлява електрически път, по който битовете се пренасят между различните компютърни компоненти.
На дъното са монтирани и редица слотове за включване на допълнителни компоненти. Разширителните слотове на дънната платка представляват специални гнезда, които служат за добавяне на компоненти – RAM памет, звукова карта, видеокарта, вътрешен модем и т.н.
Входно-изходните портове са специални изводи за включване на входни и изходни устройства – мишка, принтер, скенер и др. Намират се на задния панел на системното устройство. Стандартно персоналните компютри имат два серийни порта (COM1, COM2) и един паралелен (LPT1). Серийните портове осигуряват двупосочна връзка и са по-бавни. Паралелният порт е еднопосочен – само за изход и се използва предимно за свързване на принтер. Новите компютри имат и по-бързи серийни портове – USB. Те могат да се използват за свързване на принтери и различни устройства (GSM апарат, web камера и др.)
Дънната платка осигурява връзката между процесора и другите компоненти чрез шините. Шините действат като магистрала за данни, давайки възможност на порциите данни да бъдат изпращани от един компонент до друг.
Основната шина се нарича системна шина и е главният механизъм за придвижване на данни към различните части на компютъра. Тя свързва микропроцесора с оперативната памет, както и с другите шини, а те от своя страна са свързани с различните входни и изходни устройства.

## Производители
Най-известните производители на дънни платки са фирмите Asus, Gigabyte, MSI, Intel, ASRock.